# Schachten

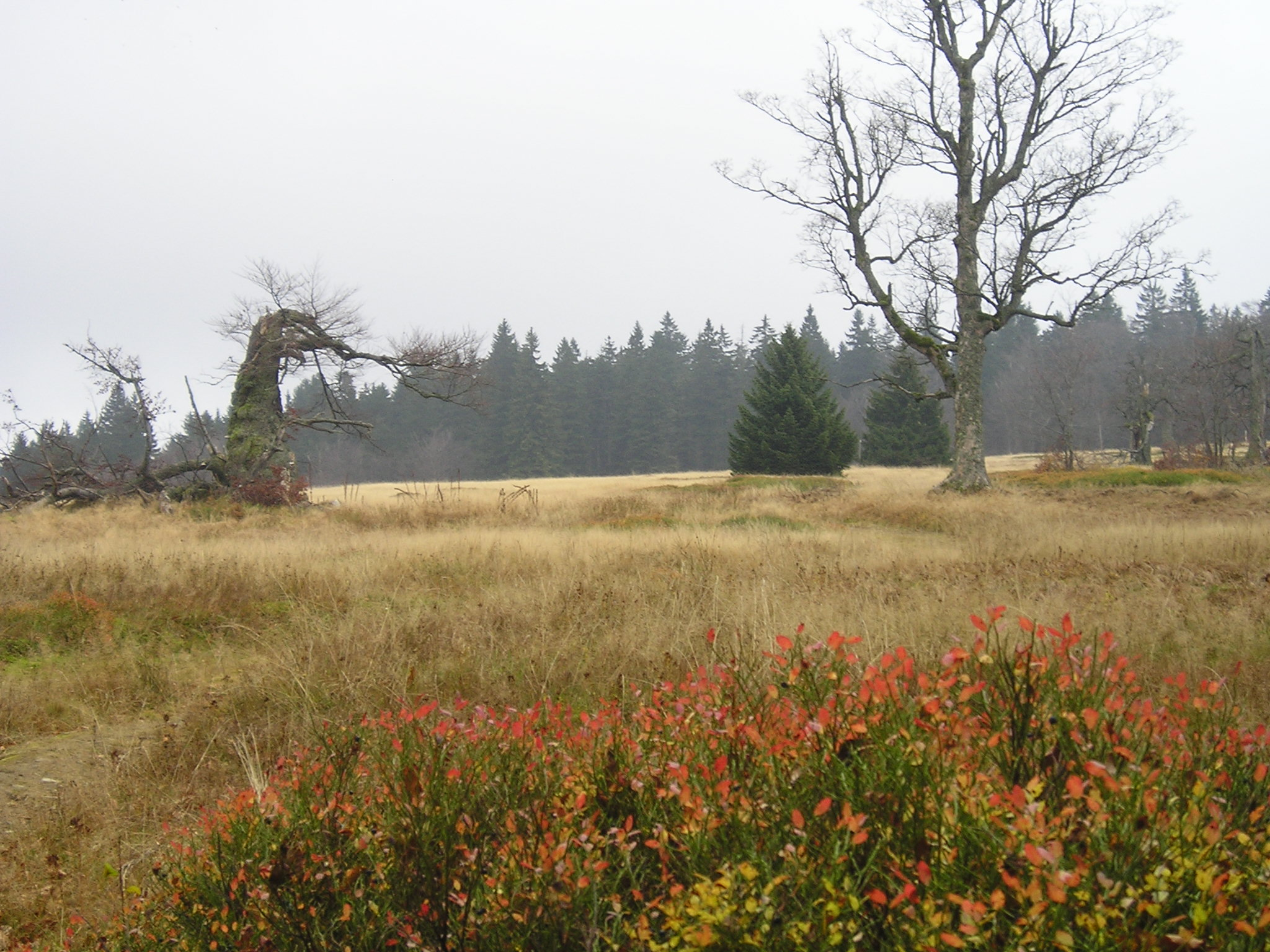
Podzim na Hochschachten

Schachten je pojmenování pro horské louky vyskytující se v národním parku Bavorský les.
Jde o bývalé horské pastviny, ilegálně vykácené za účelem získání místa pro pastvu dobytka. Přitom byly v terénu ponechány jednotlivé stromy jako opěrné body. Tak se uprostřed hustého lesa ve vysokých drsných polohách objevily malé vymýcené ostrůvky ideální právě pro chov zvěře.
Po desetiletí však již lada tuto funkci neplní. V Bavorském lese je považují za kulturní památku, na Šumavě téměř vymizela a zůstala jen v některých názvech, např. obec Borová Lada.
Na německé straně pohoří se stala místy vyhledávanými lesní zvěří i turisty, kteří absolvují dosti dlouhé přístupové cesty, aby mohli spatřit svažité travnaté plochy plné bizarně tvarovaných stromů i keřů, odkud se naskýtají i nádherné výhledy.

## Poloha

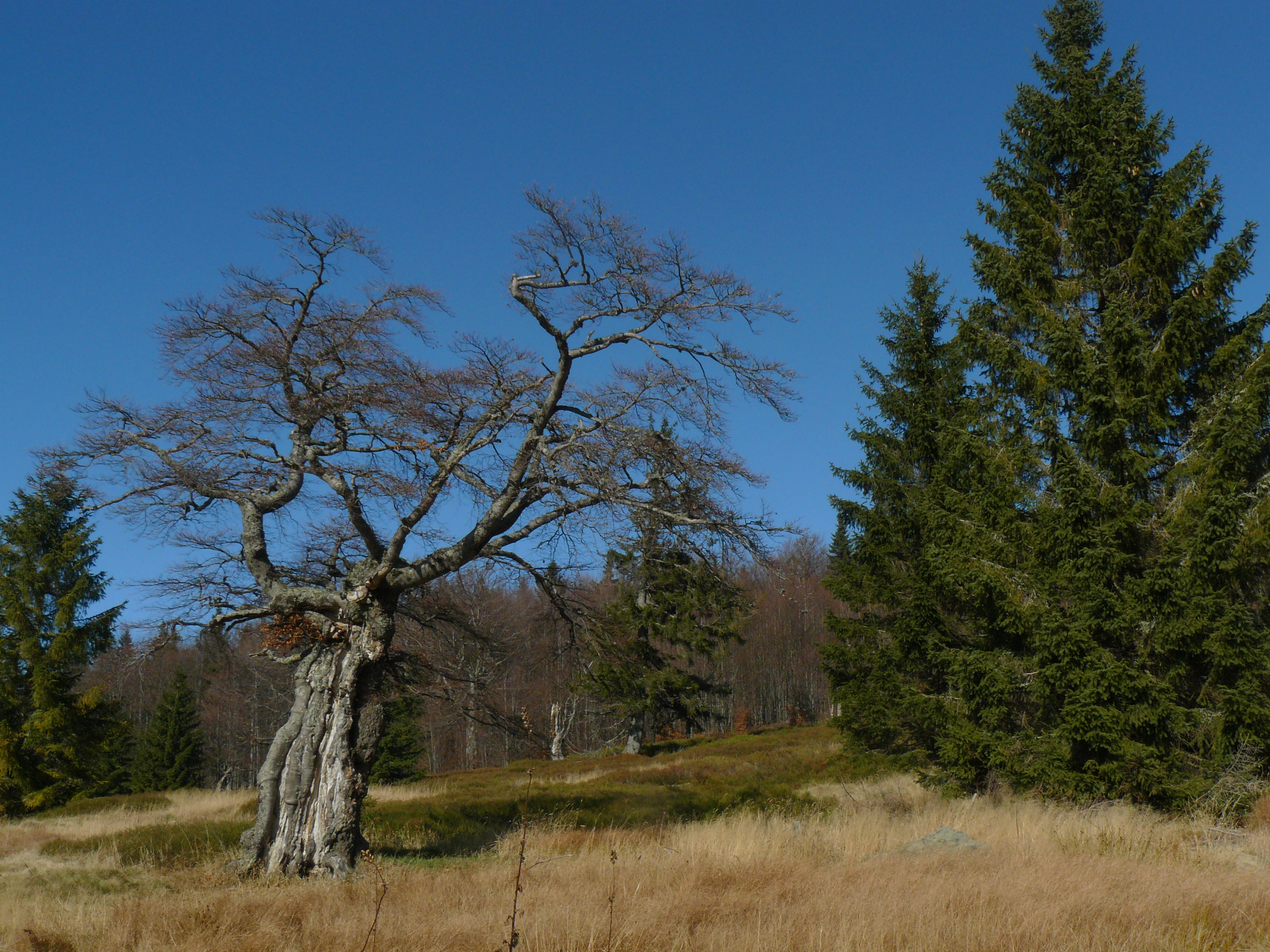
Osamělý strom na Rindelschachten

Lada se nacházejí přímo v nejpřísněji chráněné zóně Národního parku Bavorský les, mezi hlavním hřebenem Roklanu a Falkensteinu, ve výšce kolem 1100 m. Nejbližšími obcemi jsou Buchenau a Zwieslerwaldhaus, přístupové cesty však měří přibližně 10 km.

## Jednotlivá lada

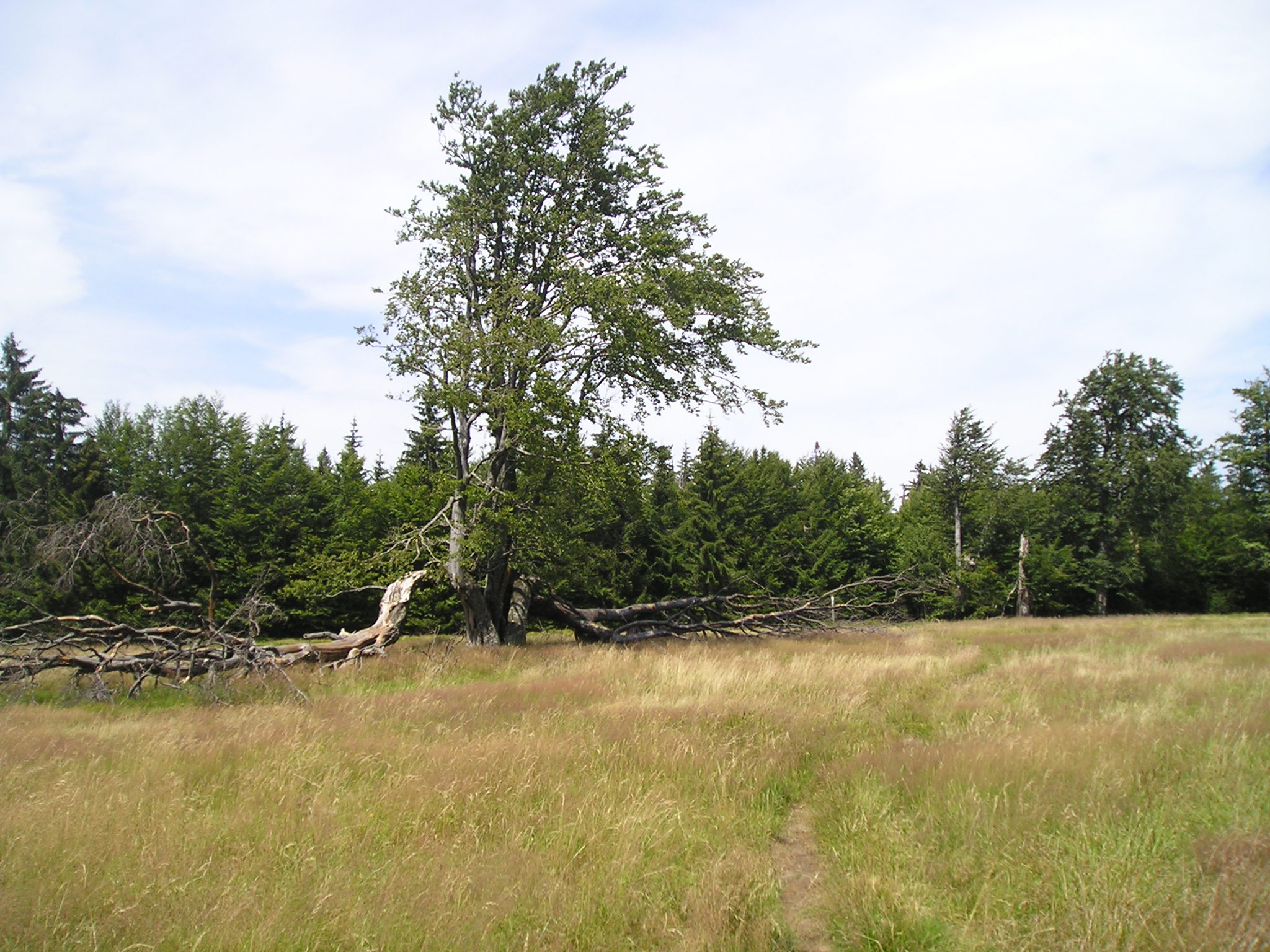
Letní atmosféra na Kohlschachten

- Hochschachten – Je jedno z největších lad, které se nachází poblíž rašeliniště Latschenfilz ve výšce 1150 m. Výhled sahá až k Velkému Javoru. Mnoho větrem tvarovaných javorů, buků a horských smrků.
- Kohlschachten – Nachází se ve stejné výšce jako Hochschachten, taktéž poblíž rašeliniště Latschenfilz.
- Lindbergschachten – Působivý výhled na Roklan
- Ruckowitzschachten – Rozprostírá se na severním svahu Velkého Falkensteinu, výhled na Velký Javor a do Čech. Poblíž další malá lada – Sulzschachten
- Rindelschachten – Jedna z nejhezčích lad v Bavorském lese, leží ve výšce 1140 m.
- Albrechtschachten – Nachází se 1/2 hodiny od Rindelsachten, je však menší a turisticky méně zajímavá.
- Almschachten – Výhled na oba vrcholy Roklanu
- Verlorenerschachten – Její okraj leží na česko – německé hranici, název verlorener doslova znamená Ztracená lada
- Jährlingsschachten
- Sulzschachten